# Eupithecia bordigherata
Eupithecia bordigherata är en fjärilsart som beskrevs av Karl Dietze 1913. Eupithecia bordigherata ingår i släktet Eupithecia och familjen mätare. Inga underarter finns listade i Catalogue of Life.